# Сан Пјетро (Верчели)
Сан Пјетро је насеље у Италији у округу Верчели, региону Пијемонт.
Према процени из 2011. у насељу је живело 23 становника. Насеље се налази на надморској висини од 191 м.